# Slaget ved Hannut
Slaget ved Hannut var et slag på Vestfronten i 2. Verdenskrig, som blev udkæmpet under slaget om Frankrig den 12. maj – 14. maj 1940 ved Hannut i Belgien. Det blev anset for at være det største kampvognsslag indtil da, men blev senere overgået af andre slag under Felttoget i Nordafrika og på Østfronten.
Det lykkedes tyskerne at binde betydelige allierede styrker, som dermed blev holdt væk fra det område i Ardennerne, hvor det afgørende gennembrud blev gjort. Det lykkedes imidlertid ikke tyskerne at nedkæmpe den 1. franske arme, som derpå forsinkede Wehrmacht, og tillod British Expeditionary Force at undslippe til Dunkerque.

## Baggrund

### Den allierede plan
Den allierede overgeneral Maurice Gamelin gav sin første armegruppe under general Gaston Billotte, og dens stærkeste arme, den 1. franske arme med det fuldt mekaniserede Corps de Cavalerie under ledelse af general René-Jacques-Adolphe Prioux, til opgave at rykke ind i Belgien for at støtte den store men lettere udstyrede belgiske arme. Gamelin forventede, at tyskerne hurtigt ville bryde gennem de belgiske stillinger ved Albert kanalen – belgierne havde under alle omstændigheder antydet, at de efter fire dage ville trække sig tilbage til de planlagte allierede linje i det centrale Belgien, Dyle-linjen mellem Antwerpen og Namur – og ville hurtigt etablere en forskanset front omkring Gembloux, lige nord for Namur, for at bremse det som Gamelin forudså ville være fjendens hovedangreb – et forsøg på at bryde gennem "Gembloux Hullet" mellem floderne Dyle og Meuse med en stor styrke kampvogne. Da Belgien, Holland og Luxembourg havde forholdt sig neutralt indtil den tyske invasion af disse lande, havde det ikke været muligt i tilstrækkeligt omfang at forberede stillinger til den franske 1. arme. Derfor fik Corps de Cavalerie til opgave at gennemføre et forsinkelsesslag et sted mellem Gembloux og Maastricht (det sandsynlige sted hvor den tyske hær ville falde ind i landet, ved Albert kanalen over det østlige bøjning af Meuse) og forhindre fjenden i at nå frem til Gembloux-området inden invasionens 8. dag og dermed give 1. arme tid til at indtage sine stillinger
Kavalerikorpset var blevet oprettet den 26. december 1939 og bestod af de dengang eksisterende pansrede divisioner fra kavaleriet, 1. og 2. lette mekaniserede division. Den 26. marts fik 1. lette mekaniserede division imidlertid til opgave i tilfælde af en invasion at skabe en forbindelse til den hollandske arme i nærheden af Breda. Denne erfarne division blev derfor fjernet fra kavalerikorpset og udskiftet med 3. lette mekaniserede division, der var blevet opstillet den 1. februar og bestod af reservister, der endnu ikke var fuldt uddannede. Alligevel mente Prioux, at han havde tilstrækkelige styrker til enten at modstå en overgang over floden ved Maastricht eller gennemføre et manøvreslag eller som et tredje alternativ at forsvare en improviseret linje. Han kunne vælge frit, blot fjenden blev holdt væk fra Gembloux tilstrækkelig længe. Han besluttede sig for at holde alle muligheder åbne og handle som situationen krævede det.

### Den tyske plan
Den tyske plan for denne sektor gik ud på et angreb med luftbårne og stødtropper, der erobrede Fort Eben-Emael og broerne over Meuse og Albertkanalen, for at åbne vejen for 4. Panzerdivision og hurtigt gennembryde linjen ved Albertkanalen. Når først gennembruddet var sket, ville general Erich Hoepners 16. Korps, og Heeresgruppe B overtage kontrollen med 4. panzerdivision. Med kommandoen over 3. panzer- og 20. motoriserede infanteridivision var det Hoepners opgave hurtigt at bringe sit korps frem fra brohovedet, erobre området hvor det var meningen at den allierede front skulle dannes omkring Gembloux, inden de franske infanteridivisioner kunne nå frem og grave sig ned i stillinger, og derved bekræfte den franske overkommandos bange anelser og trække alle reserver væk fra det tyske hovedfremstød i Ardennerne, og dermed give Wehrmacht mulighed for at afskære dem med en hurtig fremrykning til Den engelske kanal, hvilket ville føre til et gigantisk omringningsslag. Hans fremrykning var derfor grundlæggende en finte.

## De involverede styrker
Slaget ved Hannut blev det største kampvognsslag i felttoget, fordi begge sider indsatte betydelige pansrede styrker. De franske lette mekaniserede divisioner havde hver to Brigades Légères Mécaniques, en af disse, kampbrigaden, bestod af to kampvognsregimenter, som igen bestod af en mellemtung kampvognseskadron, udstyret med Somua S35, og en let kampvognseskadron med Hotchkiss H35. I udgangspunktet havde de 44 S35 og 43 H35 foruden 8 pansrede kommandokøretøjer. Den anden brigade bestod af et spejderregiment udstyret med 44 Panhard 178 panserbiler organiseret i eskadroner, og et mekaniseret infanteriregiment med 126 Laffly S20TL PMVer samt tre hele AMR (Automitrailleuse de Reconnaissance) eskadroner med 22 kampvogne hver samt i alt tre pansrede kommandokøretøjer. Den 2. lette mekaniserede division benyttede AMR 35 kampvogne i denne rolle, men da produktionen af denne lette kampvogn var stoppet, benyttede 3. lette mekaniserede division H35-ere i stedet.
Begge divisioner bestod således af 240 kampvogne og 44 panservogne og havde tilsammen 176 SOMUA S35s, 238 Hotchkiss H35, 66 AMR 35 og 88 P 178-er, når man medtager enhedernes reservemateriel. 3. lette mekaniserede division brugte fortrinsvis forbedrede H35-er af den hurtigere modifié 39 version, som i dag ofte omtales som "H 39", men havde også en enkelt AMR-eskadron med 22 køretøjer af den langsommere oprindelige gruppe på 400, der også udelukkende blev benyttet i 2. lette mekaniserede division. De fleste Hotchkiss kampvogne af begge udgaver var stadig udstyret med den kortløbede Long 21 37 mm kanon, som ikke var velegnet som anti-tank kanon. Nogle delinger og eksadronchefers køretøjer var blevet udstyret med den kraftigere Long 35 SA 37 mm kanon, omkring en femtedel af det samlede antal Hotchkiss kampvogne.
Den mere detaljerede organisation af 2. lette mekaniserede division var:
- 3. lette mekaniserede brigade (kampbrigade)
  - 13. dragonregiment – kampvognsregiment
  - 29. dragonregiment – kampvognsregiment
- 4. lette mekaniserede brigade
  - 8. kyrasserregiment – spejderregiment
  - 1. dragonregiment – mekaniseret infanteri

3. lette mekaniserede division
- 5. lette mekaniserede brigade (kampbrigade)
  - 1. kyrasserregiment – kampvognsregiment
  - 2. kyrasserregiment – kampvognsregiment
- 6. lette mekaniserede brigade
  - 12. kyrasserregiment – spejderregiment
  - 11. dragonregiment – mekaniseret infanteri[8]

Ligesom deres franske modparter havde de tyske panzer divisioner hver en pansret brigade (Panzerbrigade) med to kampvognregimenter (Panzerregimente). Det sidste var delt i to kampvognsbataljoner (Panzerabteilungen); hver bataljon havde udover et stabskompagni to lette kompagnier med 19 kampvogne der i princippet var udstyret med Panzer III og et middelsvært kompagni med 15 kampvogne med Panzer IV. På grund af knaphed på disse kampvognsmodeller blev deres pladser i reglen udfyldt med de lettere Panzer II og endda Panzer I. Det præcise antal af hver type der den 10. maj var til rådighed for de tyske panzer divisioner kendes:
3. Panzer division havde 314 kampvogne i dens 3. Panzerbrigade der bestod af 5. og 6. Panzerregiment: 117 Panzer I, 129 Panzer II, 42 Panzer III og 26 Panzer IV;
4. Panzer division havde 304 kampvogne i dens 5. Panzerbrigade der bestod af 35. og 36. Panzerregiment: 135 Panzer I, 105 Panzer II, 40 Panzer III og 24 Panzer IV.
16. Korps havde således i alt 618 kampvogne: 252 Panzer I, 234 Panzer II, 82 Panzer III og 50 Panzer I. Udover disse kampvogne havde 3. Panzerdivision 27 Befehlspanzer (bæltetrukne kommandokøretøjer, der kun var bevæbnet med et maskingevær) og 4. Panzer division havde 10. Hver division var desuden udstyret med omkring 56 panservogne. De fleste Panzer II fra 16. Korps var endnu ikke blevet udstyret med det ny 30 mm panser og var således sårbare overfor selv den franske 37 mm L/21 kanon.
Da de franske mekaniserede infanteriregimenter bestod af tre mekaniserede infanteribataljoner var den samlede infanteristyrke i Corps de Cavalerie på seks bataljoner. 16. Korps havde syv motoriserede infanteri bataljoner. De franske enheder var kun let udstyret med anti-tank kanoner: tolv 25 mm og otte 47 mm SA 37 kanoner pr. division, og ligeledes med anti-luftskyts: seks 25 mm kanoner pr. division Der var også en uligevægt i artilleri. De lette mekaniserede divisioner havde hver 36 kanoner mod 68 (heriblandt 24 7,5 cm leichtes Infanteriegeschütz 18) pr. Panzerdivision. Dette blev ikke opvejet af korpsartilleriet. Tyskerne havde fire tilknyttede artilleriregimenter og et tungt batteri. Det franske korps havde kun to 75 mm kanon regimenter og en gruppe på 12 25 mm anti-tank kanoner som korps tropper.

## Slaget

### 12. maj
Den 12. maj hastede 4. panzer division frem for at erobre sit første mål, Hannut, og ankom til området om morgenen. General Hoepner, chefen for den tyske 6. Arme beordrede 3. og 4. panzer division til at koncentere sig om at sikre Hannut for at sikre den 6. Armes flanke. Da han manglede brændstof, og hans divisions artilleri og infanteristøtte endnu ikke havde indhentet kampvognene, var et øjeblikkeligt angreb på Hannut risikabelt, så general Stever anmodede om at få brændstof ad luftvejen. Samme morgen stødte 4. panzer division på en fransk pansret styrke bestående af ca. 25 kampvogne. 4. panzer division ødelagde 7 af de franske kampvogne uden selv at lide tab, mens divisionens 35. panzer regiment, der rykkede frem mod Hannut, stødte på kraftig modstand. De franske kampvogne var placeret i dækning og under slaget modangreb de flere gange. Kampen sluttede med at franskmændene trak sig tilbage. 4. panzer division ødelagde 9 fjendtlige kampvogne og mistede selv 5. 4. Panzer division fortsatte mod Crehen og omringede de franske 2. kyrasserer. 2. lette mekaniserede divisions Somua S35ere gennembrød imidlertid den tyske linje og de franske enheder brød ud, men led store tab ved det. Højre flanke af 4. panzer division var nu farligt udsat.
3. panzer division rykkede frem for at dække denne trussel. Kl. 16.30 anmodede 6. arme om luftrekognoscering. Luftwaffe rapporterede, at der var franske kampvogne ved Orp og motoriserede enheder ved Gembloux. Hoepner gav 3. panzer division ordre til at angribe for at forhindre de allierede i at forberede et effektivt forsvar. Under intensiv artilleribeskydning fra franske stillinger ved Wansin og Thisnes faldt tyskerne tilbage. Franskmændene gennemførte igen et modangreb og begge styrkers kampvogne kom i kamp. Resultatet var et dødvande og begge parter trak sig tilbage til deres udgangspunkter.
Kl. 20 talte Stever med Hoepner og fortalte ham, at han var sikker på, at to franske mekaniserede divisioner lå foran ham, en ved hans front og en bag Mehaigne floden. De enedes om at gennemføre en større offensiv den følgende dag. Ifølge planen skulle 4. panzer division koncentrere sig om højre side af Gembloux og operere sammen med 3. panzer division.
Tyskerne angreb igen i løbet af natten og afprøvede de franske stillinger. Den franske stilling ved Wansin kæmpede hele natten mod tysk infanteri og trak sig til sidst tilbage om morgenen den 13. maj. 3. lette mekaniserede divisions front forblev uændret med stillinger i nærheden af Tienen, Jandrenouille og Merdorp. 2. lette mekianiserede division holdt sin oprindelige front. Det eneste gennembrud skete ved Winson, på skillelinjen mellem 2. og 3. lette mekaniserede division. Det var ikke lykkedes for Hoepner at erobre sit mål.

### 13. maj
Sydøst for sletten begyndte tyske styrker deres hovedangreb over Meuse floden. Mod nord gennemførte general Hoepner generende angreb, og fastholdt den stærke 1. franske arme, så den ikke kunne gribe ind.
Hoepner troede, at den nyligt ankomne 3. panzer division kun havde svage fjendtlige enheder foran sig. 4. panzer division derimod, mente han stod overfor stærke mekaniserede franske enheder ved Hannut og Thisnes – som franskmændene rent faktisk allerede havde opgivet – og muligvis en mekaniseret division yderligere syd for Mehaigne.
Luftwaffe gennemførte angreb om formiddagen for at blødgøre fjendens stillinger. 3. panzer division rykkede frem mod Thorembais. 4. panzer division skulle rykke frem parallelt hermed mod Perwez, mod en forventet stærk belgisk anti-tank linje. 16. korps faldt således tilbage til 6. armes instruks om straks at rykke frem til Gembloux.
De franske 12. kyrasserer og mod syd 3. bataljon af 11. dragoner afslog bølger af tysk infanteri støttet af pansrede køretøjer. Den tyske 18. infanteridivision infiltrerede deres stillinger. Den franske ledelse planlagde at modangribe med kampvogne fra 1. kyrasserer for at genoprette linjen, men opgav disse planer på grund af udviklingen på resten af 3. lette mekaniserede divisions front. Om eftermiddagen beordrede den franske ledelse en tilbagetrækning, og den allierede styrke undslap, da det tyske infanteri var langsomt til at følge op på sin succes.
Den 2. lette motoriserede division lå lige syd for den akse Hoepner planlagde at bruge ved sit angreb. Tidligt om morgenen sendte 2. lette motoriserede division ca. 30 af sine Somua S-35kampvogne fra Mehaigne til linjen Merdorp-Crehen for at lette presset på 3. lette mekaniserede division. Angrebet blev slået tilbage med kraftig fjendtlig kampvogns- og anti-tank beskydning nær Crehen med lammende tab. General Bougrain, der var chef for 2. lette motoriserede division meldte om fjendtlige infiltrationer og angreb fra kampvogne over Mehaignefloden ved Moha og Wanze, lige nord for Huy; angreb som truede med at afskære den store belgiske garnison i Huy. Bougrain indsatte sin kampvognsreserve for at rette op på situationen. Kl. 15 rapporterede et fransk rekognosceringsfly om store koncentrationer af tyske kampvogne sydøst for Crehen. Den 2. lette motoriserede division havde ikke længere reserver til rådighed til at gribe ind.
Bougrains dragoner og motoriserede infanteri var spredt ud over en række isolerede støttepunkter og var sårbare overfor infiltrering. Bougrain afslog tilbuddet fra det 3. belgiske korps om at trække sig tilbage gennem deres front fra Liège området, så han kunne forstærke sine tropper ved Mehaigne-floden.
Den tyske ledelse var fortsat bekymret over 2. lette motoriserede divisions åbenlyse evne til at kunne gribe ind overfor deres hovedfremstød. Tyskerne samlede enheder fra 35., 61. og 269. division og fire andre enheder udstyret med pansrede køretøjer. Disse enheder infiltrerede de franske støttepunkter nord for Huy og tiltrak sig opmærksomheden fra Bougrains kampvogne, hvilket gav Hoepner mulighed for at koncentrere sine styrker mod Prioux' front vest for Hannut.
De tyske styrker angreb, 3. panzer division i nord i retning af Marilles og Orp, 4. panzer division i retning af Thisnes og Merdorp. Efter kraftige kampe tiltvang de tyske divisioner sig adgang til den anden bred af Mehaigne. I nærheden af Orp stødte store allierede og tyske kampvognsstyrker sammen. Panzer enhederne var samlet og i overtal, mens de franske opererede i små grupper. 3. panzer division blev angrebet i flanken og bagfra, men det blev slået tilbage af enheder fra dens 3. panzerbrigade. Kl. 16 havde tysk infanteri sikret Orp.
Mens den franske moral begyndte at vakle bemærkede 3. lette motoriserede division omkring 100 kampvogne ved Orp og Maille. Oberst Dodart des Loges, der havde ledelsen af den nordlige sektor af 3. lette motoriserede divisions front, gav ordre til tilbagetrækning. Mens de resterende dragoner trak sig tilbage gennemførte deres Hotchkiss H35 kampvogne sammen med to Hotchkiss eskadroner fra 1. kyrasserer et modangreb. Franskmændene trængte de tyske kampvogne tilbage til floden. Tabene var nogenlunde lige store på begge sider, franskmændene hævdede at have ødelagt 6 tyske og selv tabt 3 kampvogne. Oberst de Vernejoul, der havde kommandoen over 1. kyrasserer, sendte 36 Somua S-35ere af sted for at stoppe tyske kampvogne i et rykke frem fra Opr til Jandrain. Tyske kampvognsstyrker overraskede franskmændene, da de angreb. Et tilsvarende antal tyske kampvogne angreb fra skjulte stillinger og besejrede det franske angreb.
Denne offensiv var den vigtigste indsats, som 3. lette motoriserede division foretog sig for at stoppe 3. panzer division. Den 2. lette motoriserede division iværksatte raids mod de stadig udsatte flanker på 4. panzer division, og nogle mindre grupper af franske kampvogne brød igennem, men blev hurtigt taget hånd om at den 654. anti-tank bataljon. Bortset fra disse isolerede og sporadiske raids gjorde 2. lette motoriserede ikke yderligere forsøg på at angribe 4. panzer divisions flanke.
Om eftermiddagen indledte 4. panzer division et angreb mod Medorp. Da det franske artilleri åbnede ild, og tysk artilleri svarede, sendte franskmændene kampvogne ind i den forladte by og skiftede dygtigt stilling, så de tyske kampvogne måtte kæmpe for at ramme deres mål. De tyske kampvogne besluttede at omgå byen omkring dens venstre flanke, men det gjorde det tyske infanteri til et udsat mål, og det blev tvunget til at trække sig tilbage, da de franske kampvogne nærmede sig. De tyske kampvogne vendte hurtigt rundt og kom i kamp med franskmændene i åbent terræn. I starten havde franskmændene fordelen på grund af deres bedre pansring og ildkraft, men den tyske taktik, hvor de koncentrerede deres kampvogne på det afgørende punkt, begyndte at gøre sig gældende. Mindre grupper af fransk infanteri infiltrerede og angreb tyskerne i ryggen, men tysk infanteri nedkæmpede enhver modstand.
På dette tidspunkt var 3. og 4. panzer division under fremrykning til Jandrain. Udenfor byen foregik der et forbitret kampvognsslag. Panzer divisionerne vandt ved at være i overtal og rapporterede at 22 franske Somua S-35 var blevet fuldstændig ødelagt. De tyske styrker sikrede sig byen og området og tog 400 fanger og fire og fem kampvogne. . De franske styrker – 2. og 3. lette motoriserede division begyndte en generel tilbagetrækning vestpå. Panzer divisionerne, som ikke længere var bange for at blive angrebet i flanken, rykkede frem og kom i kamp med de resterende fjendtlige styrker om aftenen. 3. panzer division hævdede at have ødelagt 54 franske kampvogne i løbet af dagen heraf 36 af 5. panzer regiment og 18 af 3. panzer regiment. Dens egne tab blev opført som "små". 6. panzer regiment rapporterede et foreløbigt tab på 2 kampvogne.. Der var mange flere tyske kampvogne som var ukampdygtige, men da slagmarken var på tyske hænder, blev mange repareret. Resten af 3. lette motoriserede division gik i stilling bag en belgisk anti-tank forhindring ved fronten Beauvechain-La Bruyere-Pietrebais-Incourt-Perwez. Næste morgen faldt 2. lette motoriserede division tilbage til en linje syd for Perwez.

### 14. maj
Det tyske angreb mod Perwez indledtes om morgenen den 14. maj. General Stumpffs 3. panzer division skulle angribe den nye allierede linje ved Gembloux, mens General Stever og den 4. panzer division skulle bryde igennem dens centrum ved Perwez.
4. panzer division kom i kamp med franske kampvogne, som gjorde hård modstand i skovklædte områder omkring Perwez. Efter hårde kampe blev de franske stillinger ødelagt med hjælp fra tysk infanteri. 3. panzer division blev stoppet af hård modstand fra 2. lette motoriserede division. Det kom til forbitrede kampe og tilsynekomsten af et stort antal franske kampvogne fik den tyske ledelse til at tro at et stort modangreb var under opsejling, mens det i realiteten drejede sig om bagtroppen. Begge sider led betydelige tab af kampvogne, men da natten faldt på stoppede 2. lette motoriserede division sine bagtropskampe, og den tyske ledelse åndede lettet op. De allierede styrker havde opnået tid til at reorganisere deres styrker som svar på et andet stort tysk angreb den 15. maj.

## Efterspil
Den tyske plan om at komme før den franske 1. arme til Gembloux mislykkedes trods deres sejr over 3. lette motoriserede division. På den anden side fastholdt Hoepners fremstød til den belgiske slette kavalerikorpset og dele af den franske 1. arme, mens det afgørende tyske angreb lykkedes over Meuse mod sydøst. Tyskerne havde håbet på, at Hoepners kampvogne og deres nabokorps kunne binde og neutralisere truslen fra 1. Arme, men den 15. maj stoppede styrker fra 1. franske arme det tyske kampvogne, hvilket gav dem tid og plads til at manøvrere i.
I den sidste ende var det 1. franske arme, som ved at ofre sig selv forsinkede hovedparten af disse tyske kampvogne, som var brudt igennem i sydøst, hvilket gav British Expeditionary Force og andre franske enheder mulighed for at undslippe via Dunkerque.

### Fodnoter
1. ↑  Gunsburg 1992, p. 216: bidrog med let bevæbnede infanterienheder, som var på tilbagetrækning fra hollandske områder. Det hollandske luftvåben blev også indsat i nogle få ineffektive men bekostelige missioner.
2. 1 2  Gunsburg 1992, p. 210.
3. ↑  Gunsburg oplyser disse tal: 2nd DLM: 400 officerer, 10.000 mand, 300 kampvogne 
 3rd DLM: ca. 400 officerer,10.000 mand, 300 kampvogne
4. ↑  Gunsburg oplyser disse tal inkl. Befehlspanzer: 3. Panzer Division: 400 officerer, 13.187 mand, 343 kampvogne, 48 kanoner,
 4. Panzer Division: 335 officerer, 12.005 mand, 331 kampvogne, 60 kanoner
5. ↑  Gunsburg 1992, p. 236.
6. ↑  Gunsburg 1992, p. 237.
7. ↑  Saint-Martin (1998), p 260
8. 1 2 3  Ramspacher (1979), p. 269
9. ↑   Danjou (2007), p 17
10. ↑   Danjou (2007), p 18
11. ↑  Jentz (1998), p. 125
12. ↑  Jentz (1998), p. 123
13. ↑  Saint-Martin (1998), p 326
14. ↑  Saint-Martin (1998), p 327
15. ↑  Gunsburg 1992, p. 221
16. ↑  Gunsburg 1992, p. 223-224
17. ↑  Gunsburg 1992, p. 224-225
18. ↑  Gunsburg 1992, p. 226
19. ↑  Gunsberg 1992, p. 228.
20. ↑  Gunsberg 1992, p. 230.
21. ↑  Gunsberg 1992, p. 231.
22. ↑  Gunsberg 1992, p. 233.
23. ↑  Gunsberg 1992, p. 236.